# Seznam dirkačev Formule 1 (E)
| Dirkač             | Sezone          | Naslovi | Nastopi | Dirke | Pole | Zmage | Stopničke | N. krogi | Točke |
| ------------------ | --------------- | ------- | ------- | ----- | ---- | ----- | --------- | -------- | ----- |
| George Eaton       | 1969-1971       | 0       | 13      | 11    | 0    | 0     | 0         | 0        | 0     |
| Bernie Ecclestone  | 1958            | 0       | 2       | 0     | 0    | 0     | 0         | 0        | 0     |
| Don Edmunds        | 1957            | 0       | 2       | 1     | 0    | 0     | 0         | 0        | 0     |
| Guy Edwards        | 1974, 1976-1977 | 0       | 17      | 11    | 0    | 0     | 0         | 0        | 0     |
| Vic Elford         | 1968-1969, 1971 | 0       | 13      | 13    | 0    | 0     | 0         | 0        | 8     |
| Ed Elisian         | 1954-1958       | 0       | 5       | 5     | 0    | 0     | 0         | 0        | 0     |
| Paul Emery         | 1956, 1958      | 0       | 2       | 1     | 0    | 0     | 0         | 0        | 0     |
| Tomáš Enge         | 2001            | 0       | 3       | 3     | 0    | 0     | 0         | 0        | 0     |
| Paul England       | 1957            | 0       | 1       | 1     | 0    | 0     | 0         | 0        | 0     |
| Marcus Ericsson    | 2014—2018       | 0       | 97      | 97    | 0    | 0     | 0         | 0        | 18    |
| Harald Ertl        | 1975-1978, 1980 | 0       | 28      | 19    | 0    | 0     | 0         | 0        | 0     |
| Nasif Estéfano     | 1960, 1962      | 0       | 2       | 1     | 0    | 0     | 0         | 0        | 0     |
| Philippe Étançelin | 1950-1952       | 0       | 12      | 12    | 0    | 0     | 0         | 0        | 3     |
| Bob Evans          | 1975-1976       | 0       | 12      | 12    | 0    | 0     | 0         | 0        | 0     |